# Hüdavendigar-Moschee

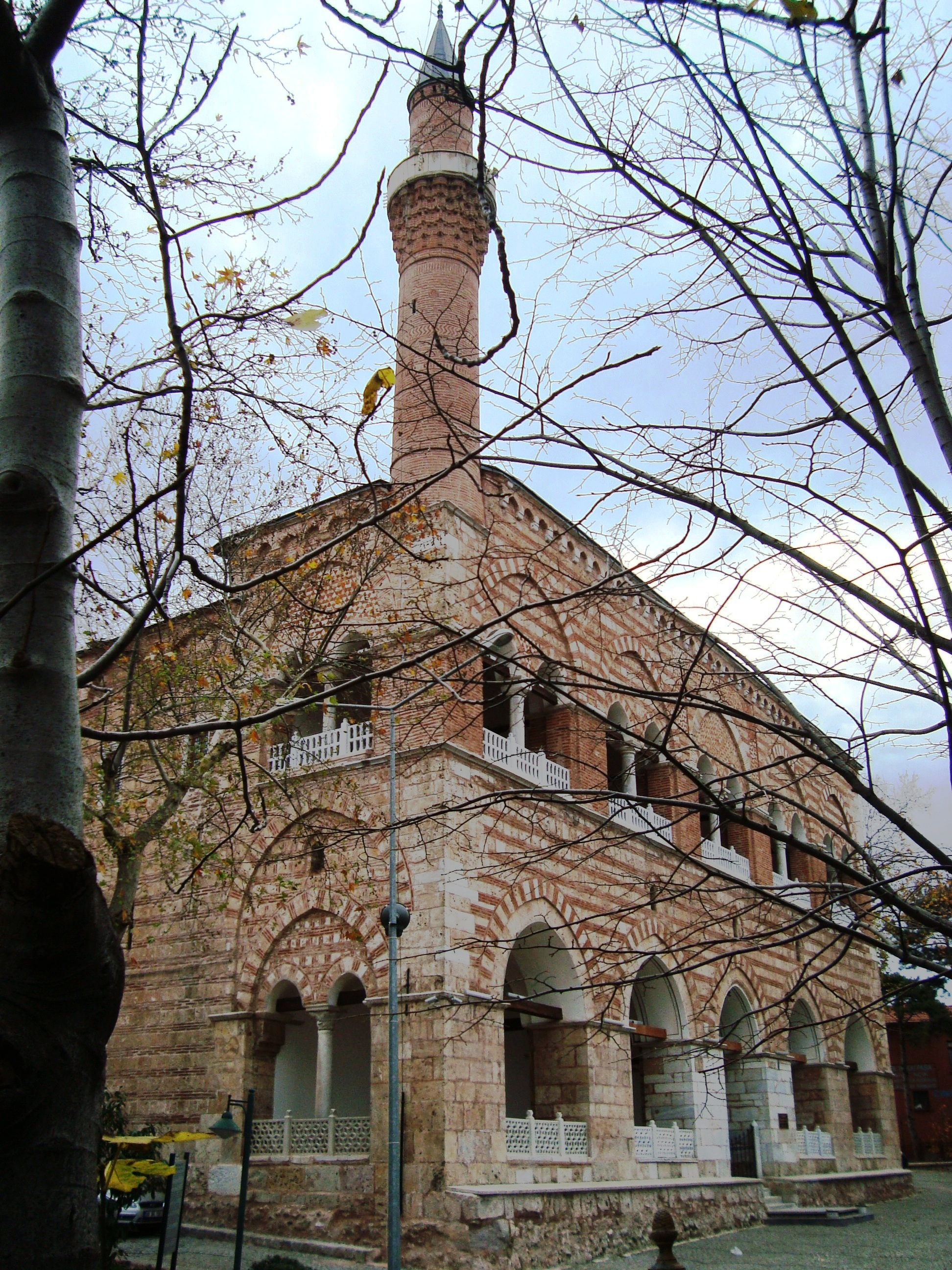
Hüdavendigar-Moschee von Nordwesten (2008)

Die Hüdavendigar-Moschee (Hüdâvendigâr Cami oder Murat Hüdâvendigâr Cami) ist ein frühosmanischer Moscheebau aus dem späten 14. Jahrhundert in Bursa, Türkei. Sie ist ein Teil eines größeren Baukomplexes (Külliye), erbaut 1365–1385 von Sultan Murad I., dessen Beinamen „Ḫüdāvendigār“ („Herr der Welt“) sie trägt. Nach einem Erdbeben 1855 wurde sie restauriert.
Die Moschee gehört zu den bedeutendsten Bauten der frühosmanischen Architektur und ist zusammen mit weiteren Bauten Teil des UNESCO-Welterbes zu Bursa und Cumalıkızık.

## Beschreibung
Die Külliye besteht neben der Moschee aus einer Schule (medrese), einer Derwischloge (zaviye), einem Mausoleum (Türbe), Brunnen (Şadırvan), Suppenküche (imaret), Bad (Hamam) und einer Elementarschule für Jungen (sibyan mektebi). In einer für die spätere osmanische Architektur typischen Raumanordnung finden sich im Erdgeschoss des Hauptbaus sowohl die Gebetshalle als auch die Zaviye; das Obergeschoss nimmt die Medrese ein.

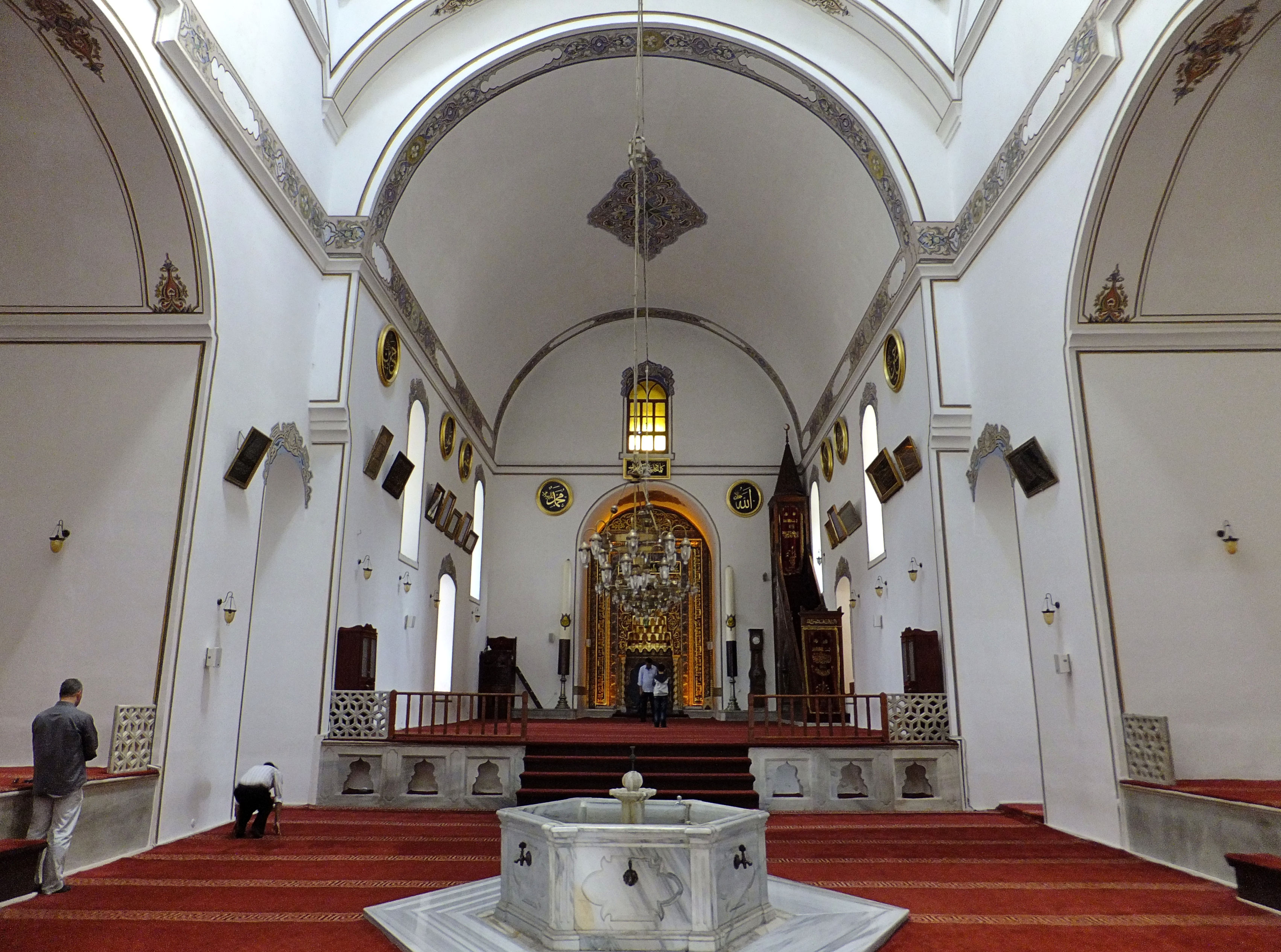
Innenraum mit Blick zum Mihrab (2014)

### Grundriss und Innenraum
Der Bauplan der Moschee prägte stilbildend den klassischen umgekehrten T-Plan des „Bursa-Typs“. Der Eingang führt in eine Vorhalle, von der aus Treppen nach oben führen. Zu beiden Seiten befinden sich Nebenräume, die wahrscheinlich als Lager dienten. Eine weitere Vorhalle, zugleich der nördliche Liwan, besitzt zu beiden Seiten 5,5 × 6,5 m große Kammern, die ursprünglich Kamine besaßen. Vom nördlichen Liwan aus betritt man dann den „Hof“, der von einer 11 m durchmessenden Pendentifkuppel mit Opaion (heute verglast) überwölbt wird. Diese wurde nach dem Erdbeben von 1855 neu errichtet; im Inneren markieren 16 Konsolen noch die Position der ursprünglichen Kuppel. In der Hofmitte befindet sich der Şadırvan, nach Westen und Osten öffnen sich zwei tonnengewölbte Liwane. Vier Stufen führen in die Gebetshalle, auf gleicher Bodenhöhe wie diese liegen weitere Seitenräume neben dem Hof. Die Gebetshalle selbst ist tonnengewölbt auf rechteckigem Grundriss. Auch diese Anordnung zweier Räume auf unterschiedlicher Höhe wird später typisch für die osmanische Architektur. Die Mihrabnische liegt vertieft unter einem Rundbogen, der das darüber liegende Geschoß mitträgt. Das Obergeschoss zeichnet sich durch Stuckdekorationen in Kuppel und Gewölben aus. In der Mitte zwischen den beiden Treppen liegt ein großer Raum, vielleicht die frühere Schule, seitlich der Treppen liegen zwei Gänge, von denen Türen in je zwei Zellen führen. Die Gänge führen zu einem C-förmigen tonnengewölbten Korridor, der auf jeder Seite acht Zellen verbindet, in denen wohl früher Studenten lebten. Die Korridore führen weiter in nur 1 m breite Gänge, die nach Süden hin um eine Ecke in einen achteckigen Raum über der Mihrabnische im Untergeschoss münden. Dieser Raum ist wiederum überkuppelt, die Kuppel verschwindet von außen unter der Dachkonstruktion, nur der krönende Halbmond ist von außen noch sichtbar. Ein kleines Fenster öffnet sich nach innen in die Gebetshalle. Goodwin hält diesen Raum daher für den Gebetsraum des Sultans, da die Moschee nicht, wie sonst üblich, eine Sultansloge (mahfil) besitzt.

### Fassade

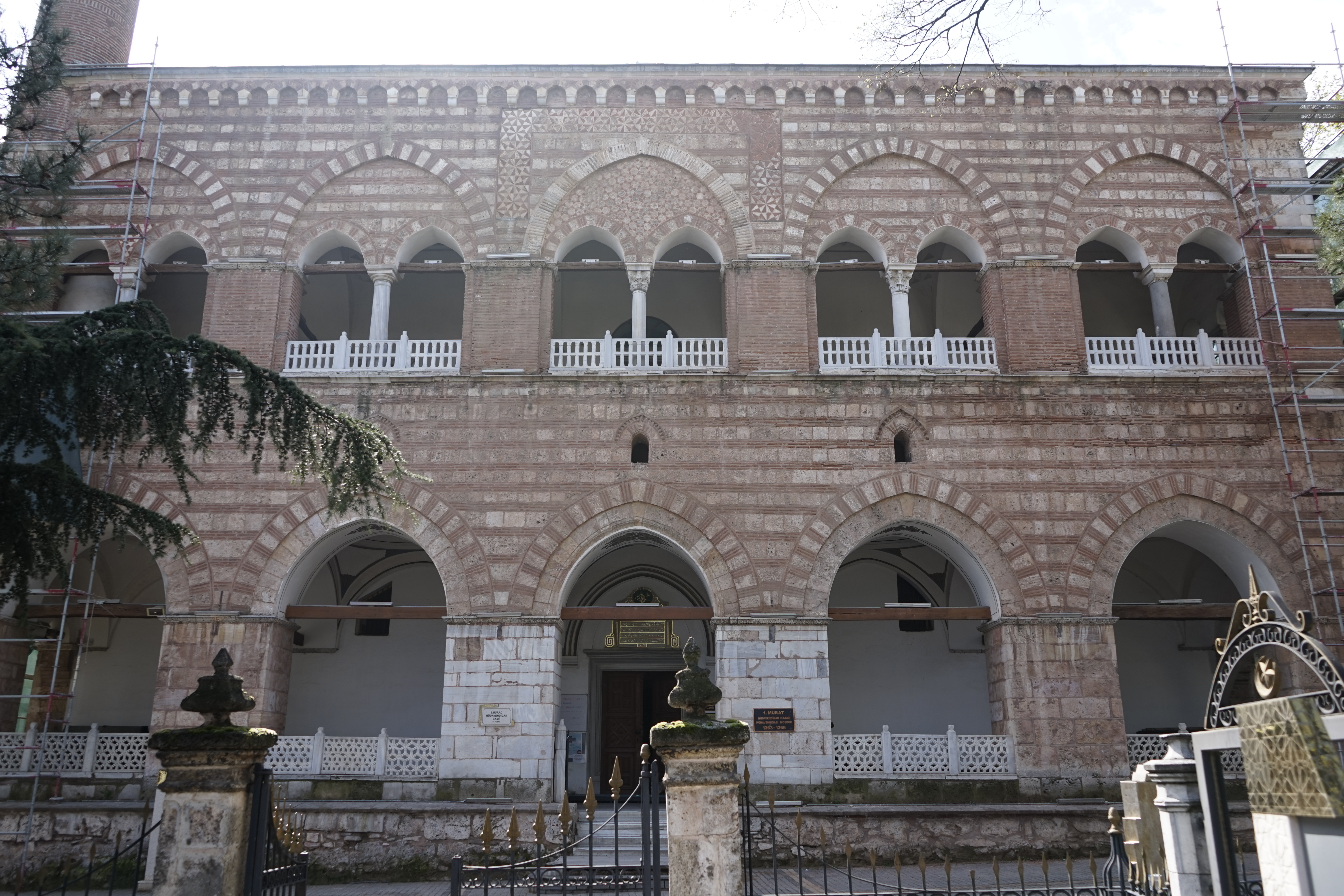
Nordfassade (2025)

Im Mauerwerk wechseln sich je drei Lagen Backstein mit einer Lage Bruchstein ab und untergliedern farblich das Mauerwerk. Die Nordfassade weist im Erdgeschoss einen fünfbogigen Son cemaat yeri (Portikus) mit fünf verdeckten Kuppeln auf. Mit der darüber liegenden offenen Arkadengalerie sind beide Geschosse zu einer einheitlichen Fassadengestalt verbunden. Die Galerie besitzt an beiden Enden Kreuzgewölbe, die drei mittleren Abschnitte sind überkuppelt. Die zentrale Kuppel überragt von außen sichtbar die seitlichen, welche unter der Dachkonstruktion verborgen liegen. Massive Pfeiler tragen spitze Blindbogen. Diese sind durch je zwei weitere, mittig auf Säulen und Kapitellen (byzantinische Spolien) ruhende offene Spitzbogen geteilt. Das Minarett ragt etwas plump aus der nordwestlichen Ecke der Galerie heraus, Goodwin hält es für eine spätere Hinzufügung. Eine Arkade fünf flacher Blindbögen verbindet unterhalb des Daches den Portikus mit den Wänden der Zaviyye und den Iwanen. Unter dem Dach der Medrese werden die Blindbögen viermal weiter und bezeichnen nach außen hin die Lage der acht seitlichen Zellen im Inneren. Entlang der Außenwand der Gebetshalle verkleinern sich die Bögen wieder auf die anfängliche Spannweite, bis schließlich der achteckige Raum über der Mihrabnische die Arkaden und die Dachlinie durchschneidet. Der quadratische Sockel, aus dem die Kuppel entspringt, weist zwei Blindbogenreihen übereinander auf. Durch diese Fassadengestaltung sind die baulich und funktional eigentlich unabhängigen Einzelbereiche des Gebäudes optisch zu einem Ganzen verbunden.

## Architektur
Aslanapa verglich die monumentale Fassadengestaltung der Hüdavendigar-Moschee mit venezianischen Palazzi. Da nur wenige Fenster die Fassade durchbrechen, erscheint der Bau zugleich nach außen hin massiv, im Inneren düster. Die vertieft angelegte Mihrabnische unter einem Rundbogen stellt das erste bekannte Beispiel für eine Apsis in der osmanischen Architektur dar. Aus der seldschukischen Architektur ist die bauliche Vereinigung von Moschee- und Medresebauten bekannt. Die Lage der Medrese im Obergeschoss des Baus ist jedoch ungewöhnlich und war möglicherweise das Ergebnis eines Kompromisses zwischen Sultan und der islamischen Gelehrtenschaft.